# Antonina Lúkicheva
Antonina Nikoláyevna Lúkicheva (del ruso: Антонина Николаевна Лукичева) (n. 1938) es una botánica rusa, habiendo identificado y clasificado nuevas especies de gramíneas).

## Algunas publicaciones
- a.n. Lukitscheva. 1972. Северная тайга растительности Сибирского плато в сочетании с геологическим строением. [Vegetación norteña de la taiga de la meseta de Siberia, en relación con la estructura geológica.] Bot. Inst. d. Akad. d. Wiss. d. UdSSR, Leningrad, 52 pp. [ruso]

### Libros
- i.m. Krasnoborov, m.n. Lomonosova, n.n. Tupitsyna. 1992.

- La abreviatura «Lukitsch.» se emplea para indicar a Antonina Lúkicheva como autoridad en la descripción y clasificación científica de los vegetales.[1]